# Zach Whitecloud
Zach Whitecloud (* 28. November 1996 in Brandon, Manitoba) ist ein kanadischer Eishockeyspieler, der seit März 2018 bei den Vegas Golden Knights aus der National Hockey League unter Vertrag steht. Mit dem Team gewann der Verteidiger in den Playoffs 2023 den Stanley Cup.

## Karriere
Whitecloud verbrachte den Großteil seiner Juniorenkarriere in seiner Heimatprovinz Manitoba, wo er bis 2014 für zahlreiche Juniorenteams auflief. Darunter befand sich auch ein Team, das der Organisation der Brandon Wheat Kings aus der Western Hockey League angehörte. Mit Beginn der Saison 2014/15 lief der Verteidiger in den folgenden zwei Jahren für die Virden Oil Capitals in der Manitoba Junior Hockey League auf. Von dort wechselte er zum Schuljahr 2016/17 ungedraftet an die Bemidji State University. Neben seinem Studium spielte der Defensivakteur parallel für das Universitätsteam in der Western Collegiate Hockey Association, einer Division im Spielbetrieb der National Collegiate Athletic Association.
Gleich in seinem ersten Spieljahr schaffte Whitecloud den Sprung ins All-Rookie-Team der WCHA und entwickelte sich in der Folge zu einem der begehrtesten College-Free-Agents der Saison 2017/18. Zwischenzeitlich debütierte der Abwehrspieler sogar in der kanadischen Nationalmannschaft, jedoch verpasste er eine in Aussicht stehende Nominierung für die Olympischen Winterspiele 2018 in Pyeongchang. Im März 2018 wurde der Kanadier schließlich von den Vegas Golden Knights aus der National Hockey League verpflichtet und mit einem auf drei Jahre ausgelegten Einstiegsvertrag ausgestattet. Noch im Verlauf des Spieljahres 2017/18 debütierte er für die Golden Knights in der NHL. Die Saison 2018/19 verbrachte er schließlich komplett in der American Hockey League beim Farmteam, den Chicago Wolves, ehe er in der Spielzeit 2019/20 bereits regelmäßig zwischen NHL und AHL wechselte. Zur Saison 2020/21 etablierte er sich schließlich im NHL-Aufgebot der Golden Knights. In den Playoffs 2023 gewann er mit dem Team den ersten Stanley Cup der noch jungen Franchise-Geschichte.

### International
Sein internationales Debüt für die kanadische Nationalmannschaft feierte Whitecloud im Rahmen der Weltmeisterschaft 2022 in Finnland, bei der er mit dem Team den zweiten Platz erreichte und damit die Silbermedaille gewann.

## Erfolge und Auszeichnungen
- 2016 MJHL Second All-Star Team
- 2017 WCHA All-Rookie Team
- 2022 Silbermedaille bei der Weltmeisterschaft
- 2023 Stanley-Cup-Gewinn mit den Vegas Golden Knights

## Karrierestatistik
Stand: Ende der Saison 2024/25

### International
Vertrat Kanada bei:
- Weltmeisterschaft 2022

(Legende zur Spielerstatistik: Sp oder GP = absolvierte Spiele; T oder G = erzielte Tore; V oder A = erzielte Assists; Pkt oder Pts = erzielte Scorerpunkte; SM oder PIM = erhaltene Strafminuten; +/− = Plus/Minus-Bilanz; PP = erzielte Überzahltore; SH = erzielte Unterzahltore; GW = erzielte Siegtore; 1 Play-downs/Relegation; Kursiv: Statistik nicht vollständig)

## Persönliches
Whitecloud ist indigener Herkunft, so entstammt er der Sioux Valley Dakota Nation, einer First Nation aus der Stammesgruppe der Dakota.